# Championnat de France de futsal 2021-2022
Navigation
Saison 2020-2021 Saison 2022-2023
La Division 1 2021-2022 est la quinzième édition du championnat de France de futsal, compétition de futsal de plus haut niveau en France, la treizième sous son format actuel.
La fin de saison est marquée par la suspension du brésilien Vassoura, dont le transfert au Sporting Paris est jugé illicite. Trois matchs sont alors donnés à rejouer, après la dernière journée de compétition, et sont décisifs pour le titre de champion. Le Nantes MF et Paris ACASA refusent de rejouer les rencontres et sont donnés perdant par forfait. Le SC Paris remporte ainsi son cinquième titre, après les quatre décrochés consécutivement de 2011 à 2014, et devient le club le plus titré de la compétition. Il se qualifie pour la Ligue des champions Futsal 2022-2023.

## Clubs participants
| \| Toulon EF SC Paris ACASA Nantes MF Béthune Mouvaux UJS Toulouse Hérouville Kingersheim Laval \| Les clubs 2021-2022 |
| Toulon EF SC Paris ACASA Nantes MF Béthune Mouvaux UJS Toulouse Hérouville Kingersheim Laval                           |

La D1 2021-2022 passe à dix équipes (quatre équipe en moins, deux montées) dont huit sont situées dans la moitié Nord de la France.
Durant l'été 2021, les clubs sont soumis pour la première fois à la Direction nationale du contrôle de gestion de la Fédération française de football. Les équipes d'ACCS,,, et Garges Djibson,, seul club à avoir pris part à toutes les éditions du championnat de France, sont rétrogradées en Division 2 pour la saison 2021-2022. Leurs appels des décisions ne donnent rien,,. Par ailleurs, le Toulouse Métropole FC (quatrième en 2020-2021) met fin à sa section futsal à la suite des problèmes de gestion et des affaires judiciaires. Initialement relégué à la suite de son avant-dernière place (onzième), le second club de la ville, l'UJS Toulouse, est repêché. À ces trois clubs en moins s'ajoute la relégation sportive du dernier, le FC Chavanoz.
Pour compenser ces quatre équipes en moins, le Kingersheim Futsal et l'Étoile lavalloise, pensionnaires de Division 2 n'ayant pas été jouée en 2020-2021, sont promus car deuxièmes de leur groupe de D2 lors de la saison 2019-2020, la dernière homologuée par la FFF avant la crise sanitaire.

Créé en 1984 et présent en D1 Futsal de manière continue depuis 2008, le Sporting Club de Paris est le club le plus ancien et le plus capé du plateau. Les Verts et Blancs vivent leur quatorzième participation au championnat. Né de la fusion de Nantes Erdre et Nantes Bela en 2017, Nantes Métropole Futsal compte quinze saisons à son actif en regroupant les palmarès respectifs des deux clubs précédents.
| Club               | Création | Nb saisons en D1 | Dernière montée | Entraîneur                                   | Résultat 2020-2021 | Siège                                      | Salle                            |
| ------------------ | -------- | ---------------- | --------------- | -------------------------------------------- | ------------------ | ------------------------------------------ | -------------------------------- |
| Mouvaux LMF        | 2006     | 6e               | 2019            | Tiago Polido                                 | 2e                 | Hauts-de-France, Nord, Mouvaux             | Espace Jean Richmond             |
| Paris ACASA        | 2006     | 5e               | 2017            | Marcelo Serpa                                | 3e                 | Île-de-France, Paris                       | Gymnase des Fillettes            |
| Sporting Paris     | 1984     | 14e              | 2008            | Rodolphe Lopes                               | 5e                 | Île-de-France, Paris                       | Halle Georges-Carpentier 2       |
| Hérouville Futsal  | 2010     | 3e               | 2020            | Ramzi Majri                                  | 6e                 | Normandie, Calvados, Caen                  | Palais des sports de Caen        |
| Toulon EF          | 2008     | 11e              | 2011            | Felice Mastropierro                          | 8e                 | Provence-Alpes-Côte d'Azur, Var, Toulon    | Palais des sports                |
| Nantes MF          | 2017     | 5e               | 2017            | Fabrice Gacougnolle                          | 9e                 | Pays de la Loire, Loire-Atlantique, Nantes | Complexe sportif Mangin-Beaulieu |
| Béthune Futsal     | 2002     | 12e              | 2010            | Aldo Cannetti                                | 10e                | Hauts-de-France, Pas-de-Calais, Béthune    | Palais des sports Henri-Louchart |
| UJS Toulouse       | 1991     | 5e               | 2017            | Jean-Christophe Martinez Adam Aziz (Intérim) | 11e                | Occitanie, Haute-Garonne, Toulouse         | Palais des sports André-Brouat   |
| Étoile lavalloise  | 2006     | 1re              | 2021            | André Vanderlei                              | D2 non-jouée       | Pays de la Loire, Mayenne, Laval           | Espace Mayenne                   |
| Kingersheim Futsal | 2015     | 1re              | 2021            | Jawad Belaïnoussi                            | D2 non-jouée       | Grand Est, Haut-Rhin, Kingersheim          | Salle polyvalente                |

## Format de la compétition
Organisé par la Fédération Française de Football, le championnat de D1 passe de douze à dix équipes, qui s'affrontent en matchs aller-retour.
L'équipe qui termine à la première place après les dix-huit journées est sacrée championne de France et qualifiée pour la Ligue des champions de l'UEFA la saison suivante.
Seule l'équipe classée à la dixième et dernière place est reléguée en Division 2. Les clubs vainqueurs des deux groupes de D2 accéderont à la D1 pour l'édition 2022-2023, ainsi que le club désigné meilleur deuxième de D2, pour revenir à une D1 à douze équipes en 2022-2023.

## Compétition

### Classement
| Rang | Équipe               | Pts  | J  | G  | N | P  | Bp | Bc | Diff |
| ---- | -------------------- | ---- | -- | -- | - | -- | -- | -- | ---- |
| 1    | Sporting Paris       | 42   | 18 | 13 | 3 | 2  | 89 | 34 | +55  |
| 2    | Mouvaux LMF          | 39   | 18 | 12 | 3 | 3  | 73 | 39 | +34  |
| 3    | Nantes MF C          | 37 F | 17 | 12 | 2 | 4  | 73 | 39 | +34  |
| 4    | Toulon ÉF            | 28   | 18 | 9  | 1 | 8  | 62 | 73 | -11  |
| 5    | Paris ACASA          | 24 F | 17 | 8  | 1 | 9  | 68 | 77 | -9   |
| 6    | Étoile lavalloise P  | 22-1 | 18 | 7  | 2 | 9  | 65 | 75 | -10  |
| 7    | UJS Toulouse         | 20   | 18 | 6  | 2 | 10 | 55 | 70 | -15  |
| 8    | Béthune Futsal       | 19   | 18 | 6  | 1 | 11 | 65 | 72 | -7   |
| 9    | Kingersheim Futsal P | 18   | 18 | 6  | 0 | 12 | 58 | 98 | -40  |
| 10   | Hérouville Futsal    | 9    | 18 | 2  | 3 | 13 | 38 | 69 | -31  |

Début 2022, Laval se voit sanctionné d'un retrait de deux points pour avoir placé l'espagnol Alvaro Castillo sur la feuille de match contre l'UJS Toulouse début octobre, alors que celui-ci avait joué dans un autre championnat FIFA (en D3 espagnole) à l’intersaison, une pratique interdite par le règlement.

### Affaire Vassoura (Sporting Paris)
Dès début février, l’AS Ludres alerte la FFF après son match de Coupe de France face au Sporting Paris et la qualification de son joueur brésilien Oliveira do Nascimento Williams dit Vassoura, international azéri. En effet, la licence du joueur brésilien ne comporte pas de cachet “mutation hors période” alors qu’il joue à Fluminense d’octobre à décembre 2021. La Commission fédérale des règlements et contentieux (CFRC) déclare cette demande d’évocation irrecevable tout en précisant que « l’apposition du cachet mutation ne s’applique qu’en cas de changement de club dans la même pratique ».
Quelques semaines plus tard, le Futsal Club béthunois puis le Nantes Métropole Futsal font de nouvelles demandes à la suite de matchs de championnat. La deuxième est aussi retoquée mais la troisième, davantage argumentée, prouve que le joueur brésilien est titulaire d’une licence la saison précédente et qu'il aurait dû être considéré comme muté hors période. Le Sporting Paris aligne donc cinq joueurs mutés au lieu de quatre autorisés lors des rencontres contre l’Étoile lavalloise, Nantes MF, Paris ACASA et l’UJS Toulouse 31,.
Fin avril, ne retenant pas le match contre Laval – qui « a obtenu sur les terrains une victoire dans les règles » – la commission fédérale donne à rejouer les trois autres rencontres. Le joueur est suspendu neuf mois ferme et sa licence est annulée. La décision de faire rejouer les matchs surprend sur deux points. La CFRC n’est pas aussi clémente avec d’autres clubs dans le même cas les années précédentes, le Sporting Paris bénéficiant bien d’un avantage indu et aurait dû avoir matchs perdus par sanction. Ensuite, aucun match ne peut normalement être joué après la dernière journée (14 mai) mais la FFF programme les rencontres après cette ultime journée. Le CNOSF confirme la décision fédérale fin mai : « En l'absence de tout élément permettant d'engager la responsabilité du SC PARIS dans la commission de la fraude par son joueur, le conciliateur considère que la commission supérieure d'appel n'a pas commis d'erreur de droit ou de manifeste d'appréciation en décidant de revenir jouer les matchs auxquels M. Williams OLIVEIRA DO NASCIMENTO a participé, permettant ainsi une application sincère et équitable de la loi du terrain pour départager les équipes impliquées. Pour toutes ces raisons, le conciliateur n'entend pas proposer à la FFF d'informer la décision de sa commission supérieure de recours ».
Nantes ne se présente pas pour le match à rejouer, celui d'ACASA n'est pas joué et le Sporting remporte largement le troisième face à Toulouse (11-1). Les deux premiers clubs sont donnés perdant par forfait (retrait d'un point) et gain des matchs au Sporting Club Paris (3-0 ; 3 points pour le SCP) par la Commission futsal de la FFF le 21 juin 2022.

## Trophées individuels

### Meilleurs buteurs
| # | Nom                    | Club              | Buts |
| - | ---------------------- | ----------------- | ---- |
| 1 | Conrado Sampaio Santos | Béthune           | 26   |
| 2 | Rafael Sanna           | Mouvaux LMF       | 24   |
| 3 | Ronny Zakehi           | Paris ACASA       | 21   |
| 4 | Diego Napoles          | Étoile lavalloise | 18   |
| 5 | Malik Abdallah         | Étoile lavalloise | 16   |

### Récompenses Futsal Zone
En fin de saison, le diffuseur Futsal Zone désigne les meilleurs entraîneurs, gardiens et joueurs de champs de la saison, sur votes des entraîneurs et capitaines de D1 Futsal.
| # | Entraîneur                      | Gardien                      | Joueur de champ        | Révélation                  |
| - | ------------------------------- | ---------------------------- | ---------------------- | --------------------------- |
| 1 | Fabrice Gacougnolle (Nantes)    | Laion De Freitas (SC Paris)  | Rafael Sanna (Mouvaux) | Malik Abdallah (Laval)      |
| 2 | Jawad Belainoussi (Kingersheim) | Francis Lokoka (Nantes)      | Finéo (SC Paris)       | Moussa Haddad (Kingersheim) |
| 3 | Felice Mastropierro (Toulon)    | Nemanja Momčilović (Mouvaux) | Walex Santos (Mouvaux) | Mamadou Touré (ACASA)       |

## Médias
Pour la saison 2021-2022, le championnat est entièrement diffusé. La Fédération française de football (FFF) s'associe à la société Sportall, spécialisée dans le développement de plateformes et d'applications de diffusion de sport en direct. La plateforme « Futsal Zone », dédiée à la discipline, est lancée. Payante, avec un tarif privilégié pour les licenciés à la FFF, l'offre comprend la diffusion des matches en direct et en replay, tous les buts, les résumés, les interviews, les portraits ainsi que le film de la saison.
Un accès gratuit, également accessible sur FFF.TV, est aussi créé pour certains matches en direct, aux replays deux jours après leur diffusion, au top buts et aux émissions.

## Bilan de la saison
| Championnat de France de football 2021-2022 |                                                  |
| Champion                                    | Sporting Club de Paris (5e titre)                |
| Dauphin                                     | Mouvaux Lille Métropole Futsal                   |
| Champion d'automne                          | Sporting Club de Paris                           |
| Ligue des champions 2022-2023               | Sporting Club de Paris                           |
| Promotions et relégations                   |                                                  |
| Promus en Division 1                        | ACCS Asnières Villeneuve 92 Marcouville City CPA |
| Promus en Division 1                        | Kremlin-Bicêtre futsal                           |
| Promus en Division 1                        | ASC Garges Djibson futsal                        |
| Relégués en Division 2                      | Hérouville Futsal                                |